# Грузливець (колонія)
Грузливець (рос. Грузливец, пол. Hruźliwiec) — колишня колонія у Старомайданській сільській раді Щорського району Житомирської області Української РСР.

## Населення
Наприкінці 19 століття в поселенні налічувалося 248 мешканців, дворів — 49, у 1906 році — 232 особи, дворів — 41, у 1910 році — 180 осіб, у 1923 році — 135 мешканців, дворів — 23, у 1924 році — 174 особи (з перевагою населення німецької національности), дворів — 30.

## Історія
Колишнє лютеранське поселення, лежало південно-східніше Новограда-Волинського.
Наприкінці 19 століття — колонія Курненської волості Новоград-Волинського повіту Волинської губернії, за 42 версти (45 км) від повітового міста Новограда-Волинського та за 6 верст від волосного центру с. Курне.
У 1906 році — колонія Курненської волості (3-го стану) Новоград-Волинського повіту Волинської губернії. Відстань до повітового центру м. Новоград-Волинський становила 42 версти, до волосного центру с. Курне — 6 верст. Поштове відділення — ст. Рудня.
У 1923 році включена до складу новоствореної Старомайданської сільської ради, яка 7 березня 1923 року увійшла до складу новоутвореного Пулинського (згодом — Червоноармійський) району Житомирської округи. Розміщувалася за 17 верст від районного центру містечка Пулини та за 2 версти від центру сільської ради с. Старий Майдан. 28 вересня 1925 року передана до складу новоутвореної Курганської німецької національної сільської ради Пулинського району. 19 листопада 1933 року, відповідно до постанови Президії Київського облвиконкому «Про зміни зовнішніх меж і внутрішнє перерайонування Мархлевського району», колонію передано до складу Мархлевського (згодом — Щорський) району Київської області. 17 жовтня 1935 року передана до Червоноармійського району Київської області з підпорядкуванням Старомайданській сільській раді. 14 травня 1939 року, в складі сільської ради, увійшло до новоутвореного Щорського району Житомирської області.
Виключена з обліку населених пунктів до 1 жовтня 1941 року.